# Hațeg (okręg Konstanca)
Hațeg – wieś w Rumunii, w okręgu Konstanca, w gminie Adamclisi. W 2011 roku liczyła 33 mieszkańców.